# Adelbert Muhr
Adelbert Muhr, Pseudonym: Amur, (* 9. November 1896 in Wien; † 10. März 1977 ebenda) war ein österreichischer Schriftsteller, Journalist und Übersetzer.

## Leben

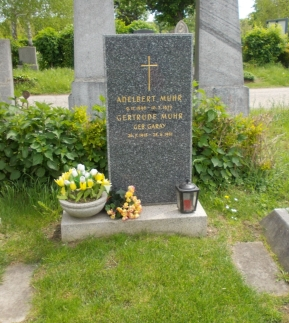
Grabstätte von Adelbert Muhr

Adelbert Muhr studierte von 1914 bis 1917 Literatur und Psychologie an der Universität Wien. Von 1918 bis 1930 war er Beamter bei der Donauschiffahrts-Gesellschaft. Danach arbeitete er als Journalist für das „Neue Wiener Tagblatt“ sowie, von 1945 bis 1967, für die Tageszeitung „Neues Österreich“. Auch war er ein ständiger Mitarbeiter der „Arbeiter-Zeitung“. 1964 wurde ihm der Berufstitel Professor verliehen. Neben dem Schwerpunkt Reisen galt Muhrs Interesse dem Thema Eisenbahn, was er unter anderem mit der Monografie Der feurige Elias – Europas kleine Bahnen dokumentierte.
Adelbert Muhr hatte vor seinem Ableben zwei Schlaganfälle erlitten. Sein ehrenhalber gewidmetes Grab befindet sich in Gruppe 40 (Ehrenhain) des Wiener Zentralfriedhofs. 